# 丙烯醛
丙烯醛（IUPAC名称：2-丙烯醛）是最简单的α,β-不饱和羰基化合物，化学式为C3H4O，在通常情况下是无色透明有恶臭的液体，其蒸气有很强的刺激性和催泪性。是化工中很重要的合成中间体，广泛用于树脂生产和有机合成中。

## 性质
丙烯醛是无色至黄色、透明、有强烈刺激性气味的液体，有毒、易燃、易挥发、不稳定，其蒸气有恶臭，有很强的催泪性，可以和空气形成爆炸性混合物，爆炸极限为2.8％－31％（体积）。露置于光和空气中，或在强酸、强碱存在下容易发生聚合，生成二聚丙烯醛（3,4-二氢-2H-吡喃-2-甲醛）和其他产物而变成半透明的黄色黏性固体，因此丙烯醛在贮存时一般加入0.2%的对苯二酚作稳定剂。能与水部分互溶，丙烯醛在水中的溶解度为20.6％（重量，20℃），水在丙烯醛中的溶解度为6.8％（重量，20℃）。可与大部分有机溶剂如二甲苯、甲苯、甲醇、氯仿、乙醇、乙醛、乙酸、丙酮、丙烯酸、乙酸乙酯和石蜡烃（正己烷、正辛烷、环戊烷）等混溶。

## 制取
工业上主要通过丙烯的气相氧化制取丙烯醛。在钼酸铋及磷钼酸铋系催化剂存在下，将丙烯与空气的混合气体（丙烯与氧的摩尔比为6－8）通入固定床或流化床反应器，反应温度300－400℃，压力0.2－0.3MPa，反应除产生丙烯醛外，也有少量乙醛、乙酸、丙醛、丙酮和丙烯酸产生。反应气经冷却、洗涤、水吸收和汽提分馏后，便可得到纯净的丙烯醛。每年丙烯醛的产量高达数百万吨。
除了上述方法之外，将甘油与硫酸氢钾或硼酸、硫酸钾、三氯化铝在215－235℃下共热也可以得到丙烯醛。将甘油自身加热到280℃也会分解产生丙烯醛。这个反应是丙烯醛试验的基础：将样品与固体硫酸氢钾置于试管中共热，如果生成有刺激臭味的丙烯醛，则证明样品中含有甘油或甘油脂类（甘油三酸酯）。生成的丙烯醛可以通过斐林试验检验。
丙烯醛也可以用甲醛和乙醛在硅酸钠浸渍过的硅胶作用下缩合再失水，或通过丙烷的选择性氧化制备。

## 用途
丙烯醛是重要的合成中间体，大量用于生产聚酯树脂、聚氨酯、丙烯腈、1,2-丙二醇、丙烯酸、丙烯酸酯、蛋氨酸、戊二醛、1,2,6-己三醇、2,3-二溴丙醛等产品，也用作电子显微镜样品处理的固定剂，油田注入水的杀菌剂，用于抑制水中细菌的生长。丙烯醛也可能是Skraup反应合成喹啉时甘油脱水产生的中间体。

## 对健康的危害
丙烯醛有强烈的刺激性和很高的毒性，第一次世界大战时曾被用作化学武器。吸入蒸气会损害呼吸道，出现胸部压迫感、咽喉炎、支气管炎；皮肤接触可致灼伤；液体及蒸气对眼睛有损害作用和催泪作用，可能造成角膜损伤；大量吸入可致肺炎、肺水肿，尚可出现休克、肾炎及心力衰竭，甚至致死。允许暴露极限为0.1ppm，对兔经口的半数致死量为7mg/kg，对大鼠经口的半数致死量为46mg/kg。
丙烯醛是国际癌症研究机构（IARC）分类中的第三类物质，目前尚未证实丙烯醛对人类有致癌作用，对动物则为不肯定性反应。丙烯醛是有神经毒性的化学治疗药剂环磷酰胺的代谢产物之一，对膀胱上皮有损害，会导致出血性膀胱炎。最近的一项研究也发现了存在于吸烟烟雾中的丙烯醛与肺癌之间的联系。